# Gramàtica estratificacional
La gramàtica estratificacional és un model teòric que s'inscriu en el marc de l'estructuralisme, al costat de la tagmèmica, almenys en la seva forma més tradicional; de la gramàtica sistemàtica de Michael Halliday i els seus seguidors; de la sintaxi funcionalista de l'escola francesa seguidora d'André Martinet i de la gramàtica dependencial, és a dir, la sintaxi estructural de Lucien Tesnière, modificada per alguns lingüistes alemanys com Hans-Jürgen Heringer.

## La gramàtica estratificacional com a mètode d'anàlisi lingüística sincrònica
Aquest model va ser plantejat principalment pel lingüista estatunidenc Sydney Lamb en els anys seixanta en el seu treball Outline of stratificational grammar escrit en 1966. El model es basa en una concepció de la llengua com un sistema complex d'estrats o nivells disposats en una jerarquia i que interaccionen entre ells. Per això, aquest mètode d'anàlisi es denomina estratificacional: efectivament, es basa en la noció que cada llengua comprèn un nombre restringit de capes d'estrats, relacionades jeràrquicament de tal manera que les unitats o combinacions d'unitats d'un estrat realitzen unitats o combinacions d'unitats en el següent estrat més gran.
En teoria aquests nivells poden variar en diferents llengües quant a la seva quantitat i la seva qualitat (organització), anàlegs però no necessàriament idèntics. En les llengües europees modernes es distingeixen: primer, el semiològic, després el gramatical i en tercer lloc el fonològic. En cada nivell operen regles sintàctiques i el pas d'un estrat a l'un altre és regit per regles de realització.
El mèrit de la gramàtica estratificacional consisteix en la possibilitat d'atribuir al component semàntic la facultat generativa d'oracions. En tant, la seva feblesa és que la teoria no ha estat aplicada ni una vegada a una llengua particular i que li falta l'operació 'transformació'.
La teoria estratificacional de Lamb sintetitza la taxonomia de Leonard Bloomfield i l'Escola de Yale i explicació de Noam Chomsky i el M.I.T. cal esmentar la nova posada en vigor de les dicotomies saussureanes: significat-significant=expressió-contingut.
Lamb entén la llengua com una síntesi de reaccions, no directament observables. No obstant això, sosté que "és possible observar les manifestacions del parla i del context en què esdevenen i a partir d'elles construir una representació del sistema de relacions en que subjeuen" (Lamb, 1966).